# ストルトフィッシング

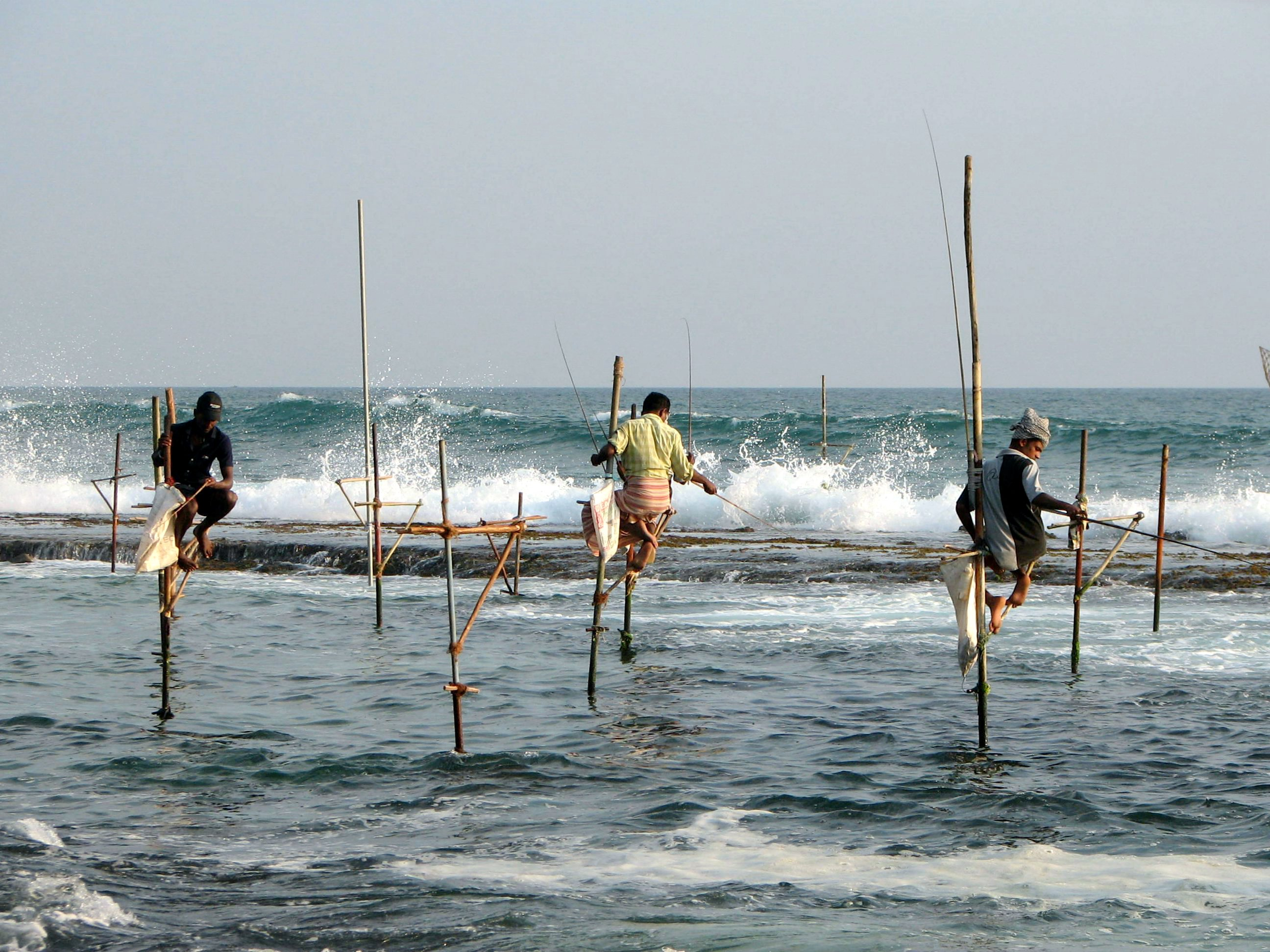
ストルトフィッシングの様子

ストルトフィッシング（Stilt  fishing）はスリランカ南部の伝統的釣法。
浅瀬に立てた一本の棒の上に捕まり、魚を引っ掛けて取る釣法。現在ではこの釣法は廃れているものの、観光客向けに行い写真を撮らせてお金を請求することもある。